# Thisted FC
Der Thisted Fodbold Club ist ein Fußballverein aus der am Limfjord gelegenen dänischen Kleinstadt Thisted. Er ist der einzige höherklassige Fußballklub der Region Thy. Unterteilt ist er in eine Profiabteilung (TFC Elite) und einen Amateurbereich, zu dem auch ein Frauenteam gehört.

## Stadion
Die Sparekassen Thy Arena (ehemals Lerpytter Stadion) liegt im Norden von Thisted. Das 4.000 Menschen fassende Stadion verfügt über eine überdachte Haupttribüne mit Sitzplätzen und vorgelagerten Stehplätzen, ebenso sind hinter den Toren nicht überdachte Stehplätze angelegt. Gelegen ist es in einem Sportkomplex, umgeben von zahlreichen Trainings- und Sportplätzen, die primär vom Verein genutzt werden, teilweise aber auch für jedermann zugänglich sind.

## Spielkleidung
- Heim: Trikot blau-weiß horizontal gestreift, blaue Hosen, blaue Stutzen.
- Auswärts: Trikot grün, schwarze Hosen, grüne Stutzen.

Auf beiden Trikots ist als Hauptsponsor die Thisted Forsikringen (Thisted Versicherung) mit ihrem Logo abgedruckt.

## Bekannte ehemalige Spieler
Jesper Grønkjær, der in Grönland geborene Nationalspieler spielte in seiner Jugend beim TFC und wurde während dieser Zeit auch erstmals in die nationale Juniorenauswahl berufen.

## Trivia
Die lokale McDonald’s-Filiale bietet seit einiger Zeit ein TFC-Menü für Fußballfans an.